# River Hills
River Hills – wieś w Stanach Zjednoczonych, w stanie Wisconsin, w hrabstwie Milwaukee.